# 童立安
童立安（英語：Andy Tung，3月3日－），台灣男歌手。2015年4月30日，正式發行個人首張創作專輯 《忘了你的美》。

## 生平
童立安16歲時父母離開臺灣，隻身留下由外公照顧，受到麥可·傑克森的影響，開始對唱歌產生興趣。
大學二年級時獲得全校歌唱大賽冠軍，之後陸續參加歌唱比賽，也受到許多擔任歌唱比賽評審的製作人提拔。但大學畢業後離開臺灣前往香港發展，2010年，童立安放棄在香港的優渥工作，回到臺灣重新進行音樂演唱及創作。為完成夢想，同時身兼多份工作，包括開貨車、網拍、駐唱、表演…等等，甚至賣掉省吃儉用、貸款購入的房子，只為積攢籌措專輯製作與發表的資金。在2015年4月30日，發行個人首張創作專輯《忘了你的美》，並正式出道。

## 個人作品

### 發表
| 年份 | 單曲名稱   | 收錄／說明                                                                            | 擔任                           |
| 2007 | 生命花園   | 《2007華嚴嘉年華》紀念專輯                                                            | 演唱：童立安                   |
| 2010 | 生命之旅   | 大愛電視長情劇展2012年《人醫群俠傳》主題曲／ 大愛電視長情劇展2015年《男丁格爾》主題曲 | 演唱：童立安                   |
| 2012 | Magic Love | 東森幼幼台《萌學園4時空戰役》主題曲                                                   | 作詞：童立安（片頭曲／片尾曲） |
| 2015 | 面對太陽   | 姚可傑個人首張專輯《面對太陽》                                                        | 作詞：童立安                   |
| 2019 | 再見不見   | 童立安個人單曲《再見不見》                                                            | 作詞：童立安 演唱：童立安      |

### 專輯
| 年份 | 專輯名稱   | 曲目 |
| 2015 | 忘了你的美 | 《魅影》詞：童立安／曲：吳俊毅 《忘了你的美》詞／曲：吳俊毅★八大韓劇－慾望人生（原名微笑，媽媽）片頭曲 《老了怎麼辦》詞／曲：童立安★八大韓劇－慾望人生（原名微笑，媽媽）片頭曲、意外人生（原名薔薇色戀人們）片頭曲 《牙牙》詞／曲：童立安 《第二次分手》詞／曲：童立安 《我存在過》詞：童立安／曲：吳俊毅            |
| 2019 | The One    | 《The One》詞／曲：童立安 《一直喝》詞／曲：童立安 《再見不見》詞：童立安／曲：蘇亦承 《Forgotten Hero》Feat.丁詩瑀 詞／曲：童立安 《暖場天王》Feat.林志賢 詞：童立安／林志賢／曲：童立安 《乾爹乾爹》詞：童立安／曲：童立安／林憶君 《暖場天王》獨唱版 詞：童立安／林志賢／曲：童立安 《再見不見》伴奏版 曲：蘇亦承 |

### 廣告
- 浪漫金飾廣告[13]